# Mein Kampf
| 0. Lengyel–ukrán háború                                  | 1918. | 11. 01. - 1919. 07. 18.  |
| 1. Versailles-i békeszerződés                            | 1919. |                          |
| 2. Lengyel–szovjet háború                                | 1919. | 02. 14. - 1921. 03. 18.  |
| 3. Trianoni békeszerződés                                | 1920. |                          |
| 4. Rapallói egyezmény                                    | 1920. | november 12.             |
| 5. Francia–lengyel katonai szövetség (en)                | 1921. | február 16.              |
| 6. Rigai béke (en)                                       | 1921. | március 18.              |
| 7. Menetelés Rómába                                      | 1922. | október 28 - 29.         |
| 8. Korfui összetűzés (olasz-görög) (en)                  | 1923. | aug. - szept.            |
| 9. Müncheni sörpuccs                                     | 1923. | november 8.              |
| 10. A Ruhr-vidék francia–belga megszállása (en)          | 1923. | - 1925.                  |
| 11. Libia megszállása - Második olasz–líbiai háború (en) | 1923. | - 1932.                  |
| 12. Mein Kampf (Harcom) megjelenése                      | 1925. |                          |
| 13. Dawes-terv (en)                                      | 1924. |                          |
| 14. Locarnói egyezmény                                   | 1925. | december 01.             |
| 15. Young-terv (en)                                      | 1929. |                          |
| 16. Nagy gazdasági világválság                           | 1929. | október 24. – 1941.      |
| 17. Mandzsúria japán lerohanása (en)                     | 1931. | 09. 18. - 1932. 02. 26.  |
| 18. Mandzsukuo megszállása                               | 1931  | – 1942.                  |
| 19. Sanghaj-i január 28-i összetűzés (en)                | 1932. | 01. 28. – 03. 03.        |
| 20. Szovjet–lengyel megnemtámadási egyezmény             | 1932. | július 25.               |
| 21. Genfi leszerelési világértekezlet (en)               | 1932. | 02.02. - 1934.06.11.     |
| 22. Első hopeji hadjárat/A nagy fal védelme (en)         | 1933. | 01.01 - 05.31.           |
| 23. Belső-mongóliai hadjárat (en)                        | 1933. | - 1936.                  |
| 24. Hitler lesz a kormányfő és az államfő is egyben      | 1933. | - 1934.                  |
| 25. A tanggui fegyverszünet (en)                         | 1933. | május 31.                |
| 26. Németország újrafelfegyverzése elindul (en)          | 1933. | július 12.               |
| 27. Olasz–szovjet egyezmény (en)                         | 1933. | szeptember 2.            |
| 28. Belső-mongóliai hadjárat (en)                        | 1933. | ápr.- 1936. dec.         |
| 29. Németország elhagyta a leszerelési értekezletet (en) | 1933. | október 14.              |
| 30. Németország kilép a Nemzetek Szövetségéből (en)      | 1933. | okt. 19. - nov. 12.      |
| 31. Német–lengyel megnemtámadási egyezmény               | 1934. | január 26.               |
| 32. A Saar-vidéki népszavazás/visszatérés Németországhoz | 1935. | január 13.               |
| 33. Kötelező sorozás kezdődik Németországban újra (en)   | 1935. | március 16.              |
| 34. Francia–szovjet segítségnyújtási szerződés (en)      | 1935. | május 2.                 |
| 35. Szovjet–csehszlovák segítségnyújtási szerződés (en)  | 1935. | május 16.                |
| 36. He-Umezu egyezmény (en)                              | 1935. | 06. 10. - 1937. 07. 07.  |
| 37. Angol–német tengerészeti egyezmény (en)              | 1935. | június 18.               |
| 38. December 9-i megmozdulások Pekingben (en)            | 1935. | december 9.              |
| 39. Második olasz–etióp háború (abesszíniai háború)      | 1935. | 10. 3.- 1937. 02. 19.    |
| 40. A Rajna-vidéki bevonulás (en)                        | 1936. | március 7.               |
| 41. Spanyol polgárháború kezdete                         | 1936. | júl. 17. - 1939. ápr. 1. |
| 42. A Berlin–Róma-tengely (német–olasz egyezmény)        | 1936. | október 27.              |
| 43. Antikomintern paktum                                 | 1936. | november 25.             |
| 44. Suiyuan hadjárat (en)                                | 1936. | október - november       |
| 45. Hsziani válság (en)                                  | 1936. | december 12-26.          |
| 46. Második kínai–japán háború                           | 1937. | - 1945.                  |
| 47. A USS Panay-incidens (en)                            | 1937. | december 12.             |
| 48. Ausztria bekebelezése (Anschluss)                    | 1938. | március 12.              |
| 49. Májusi válság (német–cseh határ) (en)                | 1938. | május 19 - 23.           |
| 50. Haszan-tavi csata/Csangkufengi összecsapás           | 1938. | júl. 29. - aug. 11.      |
| 51. Német–csehszlovák kisháború (Ordnersgruppe) (en)     | 1938. | szeptember 16 - 17.      |
| 52. Müncheni egyezmény                                   | 1938. | szeptember 29.           |
| 53. A Szudéta-vidék Birodalomhoz csatolása (en)          | 1938. | október 01 - 10.         |
| 54. Első bécsi döntés                                    | 1938. | november 02.             |
| 55. A Szlovák Köztársaság kikiáltása                     | 1939. | március 14.              |
| 56. Csehszlovákia német megszállása (en)                 | 1939. | március 15.              |
| 57. Litvánia náci megfenyegetése, Memel elcsatolása (en) | 1939. | március 20 - 22.         |
| 58. Magyar–szlovák kis háború                            | 1939. | március 23 - 31.         |
| 59. A spanyol polgárháború végső hadműveletei (en)       | 1939. | március 26. - április 1. |
| 60. Danzigi válság (en)                                  | 1939. | március - augusztus      |
| 61. Angol függetlenségi garancia Lengyelországnak (en)   | 1939. | március 31.              |
| 62. Albánia olasz lerohanása (en)                        | 1939. | április 7-12.            |
| 63. Szovjet–angol–francia tárgyalások Moszkvában (en)    | 1939. | ápr. 15.- aug. 21.       |
| 64. Német–olasz barátsági és katonai szerződés           | 1939. | május                    |
| 65. Halhín-goli csata                                    | 1939. | május - szeptember       |
| 66. Molotov–Ribbentrop szerződés                         | 1939. | augusztus 23.            |
| 67. Lengyelország német lerohanása                       | 1939. | szept. 1. - okt. 6.      |

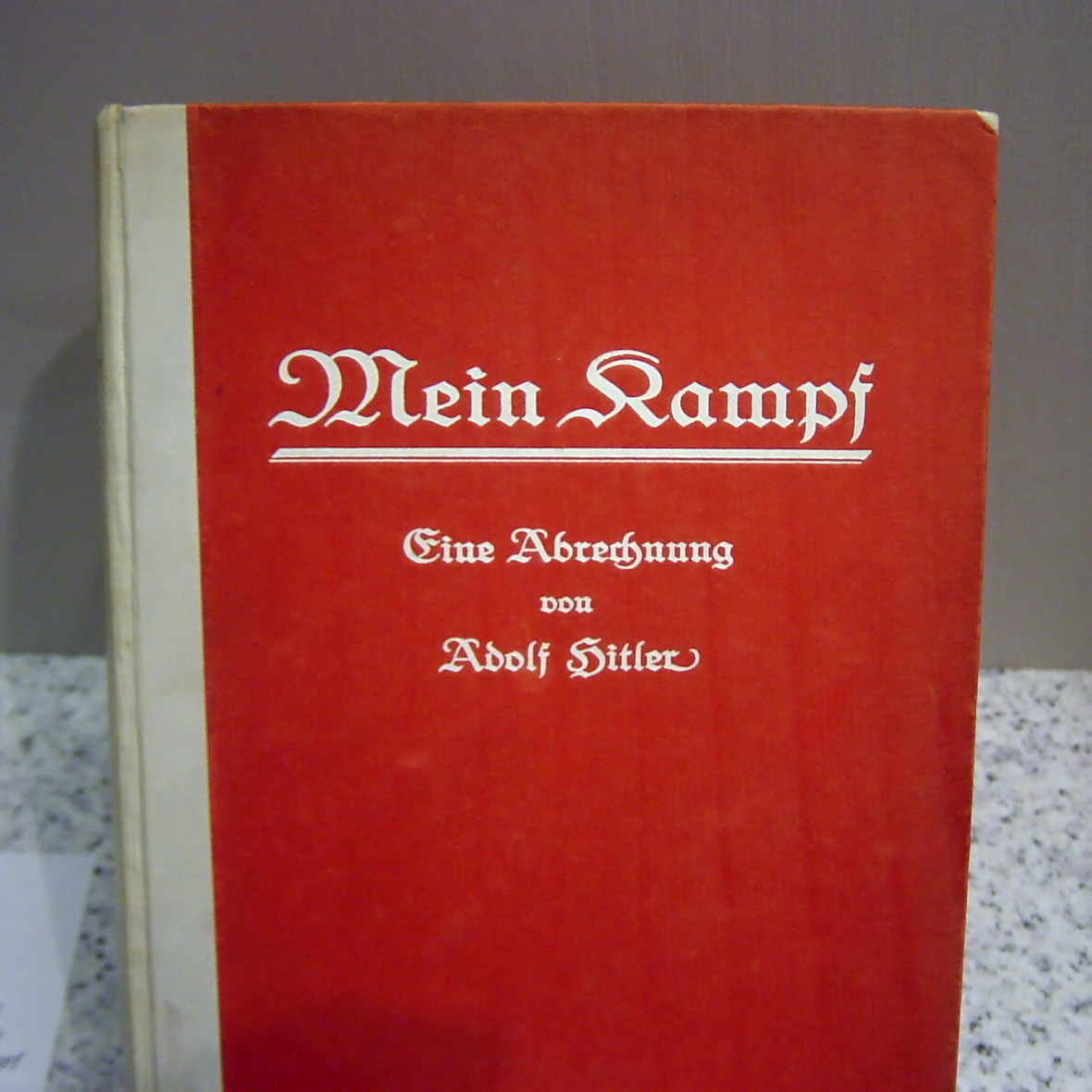
Német első kiadás 1925. 07., kiállítási példány a Német Történeti Múzeumban, Berlin

A Mein Kampf (Harcom) Adolf Hitler nemzetiszocialista vezető egyetlen, még életében kiadott könyve, melyet landsbergi fogsága idején kezdett el írni, miután 1923-ban az ún. sörpuccsban való részvételéért börtönbe zárták. A könyvben áttekintette addigi pályafutását és megfogalmazta világnézetét, valamint politikai programját. A mű a nácizmus ideológiai alapvetése lett.

## Hitler célkitűzései
Hitler magát a könyvben nem politikusnak, hanem programadónak (Programmatiker) ábrázolta. Eszerint „A programadó feladata nem az, hogy az ügy teljesíthetőségének különböző fokait megállapítsa, hanem, hogy az ügyet mint olyan megvilágítsa: másként szólva: kevésbé kell törődnie az úttal, mint a céllal.” Továbbá: (A programadó) „jelentősége csaknem mindig csupán a jövőben mutatkozik meg, mivel ő nemritkán az, akit »világidegen« szóval illetnek. Mert ha a politikus művészete valóban megfelel a lehetséges művészetének, a programadó azokhoz tartozik, akikre áll, hogy az isteneknek csak úgy tetszenek, ha a lehetetlent követelik és akarják.”
Hitler ezzel az írással egy átfogó elméletet kívánt a nép elé állítani a marxizmus ellenében. Emellett úgy kívánta bemutatni addigi pályáját, mint ami pártja és az egész nép ideális vezetőjévé teszi őt a zsidóság, mint közös ellenség elleni összefogásban. Megerősítette az NSDAP 25 pontos programjának érvényességét. Megállapította, hogy a nemzeti szocializmus egyik elődjének számító völkisch mozgalom sikertelen maradt és ideje lejárt; ezzel szemben az NSDAP modern, céltudatos gyűjtőmozgalommá vált, amely sikerrel tömörítheti a weimari köztársaság nacionalista és antidemokratikus erőit.

## A mű legfontosabb programmatikus elemei
Bár a könyv Hitler szándékai szerint sem tekinthető egy összefoglalt programnak, benne számos olyan elem szerepel, amelyek a későbbiekben Hitler és a náci mozgalom programjának legfontosabb alkotórészei közé kerültek. Ezek a következők:
- Az egyesülés követelése Ausztriával (Anschluss);
- Hitler antiszemita meggyőződésének részletes bemutatása azzal, hogy a zsidók egy világméretű összeesküvés révén térdre akarják kényszeríteni Németországot és az egész világot. Többek között a zsidókat azzal is vádolta, hogy a prostitúció támogatásával, a szifilisz terjesztésével is világuralmi céljaikat szolgálják. A marxizmust és a szociáldemokráciát egyaránt zsidó, és emiatt is megsemmisítendő világnézetnek jelölte meg, csakúgy, mint a szovjetunióbeli bolsevizmust és az amerikai kapitalizmust. A zsidó összeesküvés elméletének tárgyalásakor a Cion bölcseinek jegyzőkönyvei című, az Ohrana, a cári titkosszolgálat által hamisított dokumentumra támaszkodott, ami először 1919-ben jelent meg Németországban.[5]
- A német munkások megnyerése az osztályharc helyett a fajok közötti harc számára;
- A szovjetunióbeli bolsevizmus felszámolása valamint az ország meghódítása a „szűk helyre beszorított” germán faj számára (Lebensraum-elmélet).
- A kétfrontos háború elkerülése, az első világháború keserű tapasztalatai alapján, szövetség Angliával és a fasiszta Olaszországgal.
- A parlamenti demokrácia elvetése, amit egy germán Führer-állammal kell felváltani, mely utóbbi híven képviseli majd a „népközösség” (Volksgemeinschaft) érdekeit.

## A tömegek szerepe
A Mein Kampfban Hitler részletesen kifejti elgondolásait a tömegek szerepéről és meghódításuk lehetőségeiről. Abból indul ki, hogy a marxizmus elleni harcban gondolni kell arra is, mi történik majd, ha a szociáldemokráciát sikerül összeroppantani. Nem várható, hogy a munkások a polgári pártok felé fordulnának. Ezért alkalmassá kell tenni az NSDAP-t a tömegek megnyerésére. Ehhez azonban le kell egyszerűsíteni az üzeneteket. „Minden nagy vezér művészete abban áll elsősorban, hogy egy nép figyelmét ne szétszórja, hanem mindig csak egyetlen ellenségre összpontosítsa... Egy nagy vezér zsenialitásához hozzátartozik, hogy még az egymással ellentétben álló ellenfeleket is úgy jelenítse meg, mint amelyek egyetlen kategóriához tartoznak, mert különböző ellenségek felismerése a gyenge és bizonytalan kategóriáknál könnyen vezethet ahhoz, hogy kételkedni kezdjenek saját igazukban.” Ezt az egyetlen ellenséget a zsidóságban találta meg, amelynek végletekig eltorzított alakjába belefoglalta a marxizmust, a munkásmozgalmat, a polgári baloldalt, a humanizmust, az európai jogrendet egyaránt.

## A fajelmélet
Hitler a Mein Kampfban a társadalom működésének alapját az úgynevezett természeti törvényben találja meg. A Teremtő, a természet eszerint létrehozta a különböző fajokat, utána pedig távolságtartóan szemléli egymással folytatott küzdelmüket. A természet a tiszta fajokat részesíti előnyben, a fajok keveredése mindig gyengébb minőséghez vezet. Az ilyen faji romlás végeredménye a degradálódott fajok pusztulása.
A Mein Kampf szerint háromféle faj létezik a Földön: kultúrateremtő, kultúrahordozó és kultúraromboló. Kultúrateremtésre kizárólag az árják képesek. (Hitler nem fejti ki, kiket sorol az árják körébe.) Az általuk teremtett kultúrát néhány más faj (ezek sincsenek közelebbről meghatározva, de példaképpen a japán ide tartozik) tovább hordozhatja. Az európai népek közül mindenesetre a germán származásúak automatikusan az árják köré sorolódnak. A kultúraromboló fajok alapvetően a zsidók, illetve az említés szintjén itt szerepelnek a négerek is. A könyv jelentős része a zsidók eredendő bűneit és alantasságukat részletezi. „A vég azonban az lesz, hogy egy ilyen néptől elveszik a létezés jogát a világon... Egy erősebb nem a gyengéket elűzi, mivel az életre való törekvés végső formájában mindig szét fogja törni az úgynevezett humanizmus minden nevetséges kötelékét, hogy helyére engedje lépni a természet humanitását, amely megsemmisíti a gyengét, hogy helyet adjon az erősnek.”
A zsidókkal való keveredést még a zsidókérdés végleges megoldása előtt meg kell akadályozni. Emellett azonban az árja fajokban, a németek között is vannak gyengék, satnyák, betegek, akiknek a szaporodása káros a népre. Ezért „itt is a legkeményebb és legmélyebbre ható elhatározásokra kell jutni.” Az árja faj nemesítésében elsősorban a testi erőre kell hangsúlyt fektetni. „A tudósok népe, ha ráadásul testileg degenerált, akaratgyenge és gyáva pacifista, nem fogja meghódítani az egeket, sőt még csak a földön való létezést sem tudja majd magának biztosítani.” Az árja tömegekből is ki kell választódnia egy szűk elitnek. „És tisztában kell lenni vele, ha egy népből kiválik az egy célra egyesült legmagasabb energia és tetterő egy bizonyos száma, és ezáltal a széles tömegek tehetetlenségéből elegendő mértékben kivonja magát, úgy e kicsiny százalék az összlétszám urává emelkedik fel. A világtörténetet kisebbségek csinálják, akkor, ha e kisebbségben a szám megtestesíti az akarat és az elhatározó erő többségét.”
A Mein Kampf szövegei hatalomra kerülése után gondokat is okoztak Hitlernek. 1936-ban például, a rajnai demilitarizált övezetbe történt bevonulása idején, amikor békülékeny szövegeket hangoztatott Franciaországgal szemben, egy francia újságíró emlékeztette őt a Mein Kampfra, amelyben a franciákat ősellenségként állította be. Hitler válaszában kijelentette, hogy különbséget kell tenni egy politikus régi szavai és aktuális tettei között: „Politikus vagyok. Korrektúráimat a külpolitikámban eszközlöm, ami a Franciaországgal való megegyezésre van ráállítva.”

## A propagandáról
Hitler a mű számos helyén foglalkozik behatóan a propaganda szerepével, amit rendkívül fontosnak tart a politikai és a katonai küzdelemben egyaránt. Ezzel kapcsolatos nézeteinek sűrítményét adja a következő idézet:
A tömeg befogadóképessége nagyon korlátolt, értelme kicsiny és éppen ezért nagyon feledékeny. Ezekből a tényekből kifolyólag tehát minden hathatós propaganda csak néhány pontra kell, hogy szorítkozzék. Ezt a néhány pontot és néhány tételt addig kell vezérszavakban ismételni, amíg az utolsó is megérti ebből a szóból azt, amit akarunk.

## Fejezetek
Alább a 2007-es magyar kiadás tartalomjegyzéke, ami megegyezik a legtöbb magyar és külföldi kiadáséval, a fordító előszavát és a név- és tárgymutatót leszámítva. Az Ajánlást más kiadásokban nem tüntetik fel külön, az Előszó részének tekintik.
- A fordító előszava

Hitlerről – másként
- Előszó
- Ajánlás

- 1. fejezet: A szülői házban
- 2. fejezet: A bécsi élet iskolaévei, keserves esztendők
- 3. fejezet: Általános politikai megfigyelések bécsi tartózkodásom alatt
- 4. fejezet: München
- 5. fejezet: A világháború
- 6. fejezet: Háborús propaganda
- 7. fejezet: A forradalom
- 8. fejezet: Politikai tevékenységem kezdete
- 9. fejezet: A Német Munkáspárt
- 10. fejezet: Az összeomlás okai
- 11. fejezet: Nép és faj
- 12. fejezet: A Nemzetiszocialista Német Munkáspárt fejlődésének kezdete

- 1. fejezet: Világnézet és párt
- 2. fejezet: Az állam
- 3. fejezet: Állami illetőségű személy és állampolgár
- 4. fejezet: Személyiség és népi állameszme
- 5. fejezet: Világnézet és szervezet
- 6. fejezet: Korai küzdelmek. A szónoklat jelentősége
- 7. fejezet: Harcban a vörös fronttal
- 8. fejezet: Vetélytárs nélkül hatalmas az erős!
- 9. fejezet: Alapvető elgondolások az SA értelméről és szervezetéről
- 10. fejezet: A föderalizmus mint álarc
- 11. fejezet: Propaganda és szervezés
- 12. fejezet: A szakszervezeti kérdés
- 13. fejezet: A német szövetségi politika a háború után
- 14. fejezet: Keleti tájékozódás vagy keleti politika
- 15. fejezet: Jogos önvédelem
- Zárszó

## A könyv kiadásai
Hitler eredetileg a Vier und halb Jahre Kampf Gegen Lüge, Dummheit und Feigheit (Négy és fél év harc a hazugság, butaság és gyávaság ellen) címet szánta művének. A kiadója Max Amann azonban eltántorította eredeti elképzeléseitől, ezután kapta meg a mű a jóval sikerültebb Mein Kampf nevet. Hitler börtönhónapjai alatt a könyv első része készült el, ami 1925-ben meg is jelent. Hitler számított arra, hogy a könyv sok kiadásban jelenik majd meg, és az ebből származó bevételekből rendezheti a perköltségekkel kapcsolatos tartozásait is. Szabadon bocsátása után írta meg a második kötetet, ami sok ismétlést is tartalmaz. Ez 1927-ben jelent meg, majd a későbbiekben a két rész egy kötetben került kiadásra.
A mű eleinte nem keltett nagy visszhangot. Csak az 1929–33-as nagy gazdasági világválság idején kezdett megélénkülni az érdeklődés iránta, hogy aztán Hitler hatalomra jutása után eladási számai minden rekordot megdöntsenek. Később különböző alkalmakkor az állam is ajándékba adta polgárainak, így például az ifjú pároknak házasságkötéskor.
A könyv több országban évtizedeken át be volt tiltva. Magyarországon kereskedelmi forgalomban kapható. Az eredeti mű szerzői jogai (miután a kiadó Eher-Verlagot államosították) a bajor szövetségi állam tulajdonában voltak 2015-ig, a jogvédelem lejártáig. 2016. január 1-től a Mein Kampf teljes terjedelmében „közkincsnek” minősül.
Hitler 1928-ban, pártja súlyos választási veresége után hozzákezdett a Mein Kampf folytatásának megírásához. Ebben az írásában főleg külpolitikai kérdésekkel foglalkozott. A Zweites Buch-nak („Második könyv”) nevezett dokumentumot csak halála után publikálták.

### Magyarul
- Harcom; ford. Kolbay Pál, Lindtner Antal, Szakáts István; Centrum, Bp., 1935
- Harcom. Két kötet egybekötve; ford. Kolbai Pál, Lintner Antal, Szakáts István; 9. kiad.; Centrum, Bp., 1944
- Harcom – Mein Kampf, Interseas Editions, Hódmezővásárhely, 1996
- Harcom. Két kötet egybekötve / Mein Kampf; Interseas, Santon, 1996
- Mein Kampf; ford., név- és tárgymutató Ungvári Gyula; Gede, Bp., 2007

## Fordítás
- Ez a szócikk részben vagy egészben a Mein Kampf című német Wikipédia-szócikk ezen változatának fordításán alapul.  Az eredeti cikk szerkesztőit annak laptörténete sorolja fel. Ez a jelzés csupán a megfogalmazás eredetét és a szerzői jogokat jelzi, nem szolgál a cikkben szereplő információk forrásmegjelöléseként.